# Scirocco (destroyer)
Le Scirocco (fanion « SC ») était un destroyer italien de la classe Maestrale lancé en 1934 pour la Marine royale italienne (en italien : Regia Marina). 

## Conception et description
Cette classe, qui comporte quatre unités, est une amélioration de la classe précédente, la classe Folgore  (série Dardo classe II). Sa longueur de sa coque est augmentée de 10 mètres pour permettre une meilleure tenue en mer.
Les destroyers de la classe Maestrale étaient d'une conception entièrement nouvelle destinée à corriger les problèmes de stabilité de la classe Folgore précédente. Ils avaient une longueur entre perpendiculaires de 101,6 mètres et une longueur hors tout de 106,7 mètres. Les navires avaient une largeur de 10,15 mètres et un tirant d'eau moyen de 3,31 mètres et de 4,3 mètres à pleine charge. Ils déplaçaient 1 640 tonnes  à charge normale et 2 243 tonnes à pleine charge. Leur effectif en temps de guerre était de 190 officiers et hommes de troupe.
Le Scirocco était propulsé par deux turbines à vapeur à engrenages Parsons, chacune entraînant un arbre d'hélice à l'aide de la vapeur fournie par un trio de chaudières à trois tambours. Les turbines étaient conçues pour produire 44 000 chevaux-vapeur sur l'arbre (33 000 kW) et une vitesse de 32-33 nœuds (59-61 km/h) en service, bien qu'elles aient atteint des vitesses de 38-39 nœuds (70-72 km/h) pendant leurs essais en mer alors qu'elles étaient légèrement chargées. Les navires transportaient suffisamment de mazout pour avoir une autonomie de 2 600 à 2 800 milles nautiques (4 800 à 5 200 km) à une vitesse de 18 nœuds (33 km/h) et de 690 milles nautiques (1 280 km) à une vitesse de 33 nœuds (61 km/h).
La batterie principale du Scirocco était composée de quatre canons de 120 millimètres et de 50 calibres dans deux tourelles jumelées, une à l'avant et une à l'arrière de la superstructure. Au milieu du navire se trouvait une paire de canons à obus éclairants de 120 millimètres et de 15 calibres. La défense antiaérienne (AA) des navires de la classe Maestrale était assurée par quatre mitrailleuses Breda Model 1931 de 13,2 millimètres. Ils étaient équipés de six tubes lance-torpilles de 533 millimètres (21 pouces) dans deux supports triples au milieu du navire. Bien que les navires ne soient pas dotés d'un système de sonar pour la lutte anti-sous-marine, ils sont équipés d'une paire de lanceurs de grenades sous-marines. Les Maestrales peuvent transporter 56 mines.

## Construction et mise en service
Le Scirocco est construit par le chantier naval de Riva Trigoso, frazione de Gênes en Italie, et mis sur cale le 29 septembre 1931. Il est lancé le 22 avril 1934 et est achevé et mis en service le 31 octobre 1934. Il est commissionné le même jour dans la Regia Marina.

## Histoire du service
En 1937-1938, il participe à la guerre civile d'Espagne, escortant des navires marchands transportant des volontaires italiens en Espagne.
Le 10 juin 1940, lorsque l'Italie entre dans la Seconde Guerre mondiale, il forme le Xe escadron de destroyers avec ses navires-jumeaux (sister ships) Maestrale, Grecale et Libeccio.
Pendant la Seconde Guerre mondiale, il opère à la fois avec la force de combat et dans la défense du trafic acheminé vers la Libye.
Le 2 juillet 1940, il est envoyé avec ses navires-jumeaux, les croiseurs légers Bande Nere et Colleoni, la Ire division (croiseurs lourds Zara, Fiume et Gorizia) et le IXe escadron de destroyers (Alfieri, Oriani, Gioberti, Carducci) pour servir d'escorte indirecte à un convoi qui retournait en Libye (ils forment le convoi transporteurs de troupes Esperia et Victoria, avec l'escorte des torpilleurs Procione, Orsa, Orione et Pegaso, sur la route Tripoli-Naples). 
Le 6 juillet, le Scirocco fait partie de l'escorte du premier grand convoi vers la Libye (opération "TCM") : le convoi, parti de Naples à 19h45, est composé des transports de troupes Esperia et Calitea (avec respectivement 1 571 et 619 hommes à bord) et des cargos modernes Marco Foscarini, Vettor Pisani et Francesco Barbaro (transportant au total 232 véhicules, 5 720 t de carburant et de lubrifiants et 10 445 tonnes d'autres matériels), avec l'escorte, outre les quatre unités des destroyers du Xe escadron, des croiseurs légers Bande Nere et Colleoni et des torpilleurs du XIVe escadron (Procione, Orsa, Orione, Pegaso),. Les navires sont arrivés à leur destination de Benghazi sans aucun problème le 8 juillet.
Après son retour à Augusta, le Xe escadron part pour rejoindre l'escadron naval qui participe à la bataille de Punta Stilo le 9 juillet, dans laquelle, cependant, cette formation ne joue pas un rôle pertinent.
Le 27 juillet, le Scirocco et ses navires-jumeaux quittent Catane et rejoignent l'escorte du convoi en route Naples-Tripoli pendant l'opération "Trasporto Veloce Lento" (le convoi comprend les navires marchands Maria Eugenia, Gloriastella, Mauly, Bainsizza, Col di Lana, Francesco Barbaro et Città di Bari, avec l'escorte des torpilleurs Orsa, Procione, Orione et Pegaso). Les unités atteignent leur destination sans dommage le 1er août, échappant également à une attaque du sous-marin britannique HMS Oswald (N58).
Le 9 août, avec les 3 navires-jumeaux, il pose un barrage de mines dans les eaux de Pantelleria.
Le 21 avril 1941, il sert d'escorte indirecte, avec le leader de la classe, le Maestrale et les croiseurs légers Bande Nere et Cadorna, à un convoi de fournitures destinées au Deutsches Afrikakorps (navires marchands Arcturus, Giulia, Leverkusen, Castellon escortés par les destroyers Folgore, Turbine, Saetta et Strale). Les navires arrivent sains et saufs à Tripoli le 24.
Le 11 mai est de nouveau employé dans l'escorte indirecte, avec les croiseurs légers Bande Nere, Cadorna, Duca degli Abruzzi et Garibaldi et les destroyers Alpino, Fuciliere, Maestrale, da Recco, Pancaldo, Pessagno et Usodimare, à un convoi composé des navires marchandsPreussen, Wachtfels, Ernesto, Tembien, Giulia et Col di Lana et escorté par les destroyers Dardo, Aviere, Geniere, Grecale et Camicia Nera. Partis de Naples, les navires arrivent à Tripoli le 14.
Il escorte également le convoi "Maritza".
Le 3 juin, il pose deux champs de mines au nord-est de Tripoli, avec les destroyers Pigafetta, da Mosto, da Verrazzano, Da Recco, Gioberti et Usodimare et les IVe division (croiseurs légers Bande Nere et Alberto di Giussano) et VIIe division (croiseurs légers Eugenio di Savoia, Duca d’Aosta et Attendolo).
Le 19 juin il se joint, avec ses navires-jumeaux Maestrale et Grecale, à l'escorte d'un convoi dirigé vers Tripoli (transports de troupes Marco Polo, Esperia, Neptunia et Oceania, escortés par les destroyers Vivaldi, Da Recco, Gioberti et Oriani et par le vieux torpilleur Dezza), qui a subi une attaque, sans résultats, du sous-marin HMS Unbeaten (N93), au large de Pantelleria. Les navires atteignent Tripoli le 20, mais alors que les transports empruntent la route sûre vers le port, le sous-marin britannique HMS Unique (N95) torpille le Esperia, qui coule à la position géographique de 33° 03′ N, 13° 03′ E. Le Scirocco participe activement à la récupération des naufragés, sauvant 471 hommes.
Le 7 juillet, il est à nouveau engagé dans la pose de mines dans le canal de Sicile, avec les destroyers Maestrale, Grecale, Pigafetta, Pessagno, Da Recco, Da Mosto, Da Verrazzano et les IVe division de croiseurs (Bande Nere et Di Giussano) et VIIe division de croiseurs (Attendolo et Duca d'Aosta).
Le 24 septembre, il quitte Palerme avec les croiseurs légers Duca degli Abruzzi et Attendolo, la IIIe division (croiseurs lourds Trento, Trieste et Gorizia), ses navires-jumeaux Maestrale et Grecale et le XIIe escadron de destroyers (Corazziere, Lanciere, Ascari et Carabiniere) pour intercepter un convoi britannique, mais échoue.
Le 3 janvier 1942, à 16h00, il quitte le port de Naples - avec le cuirassé Duilio, les croiseurs légers Garibaldi, Montecuccoli et Attendolo et les destroyers Maestrale, Gioberti, Oriani et Malocello - pour servir d'escorte indirecte à l'opération "M. 43". L'envoi de trois convois (avec l'emploi en tout des navires marchands Monginevro, Nino Bixio, Lerici, Gino Allegri, Monviso et Giulio Giordani et d'une escorte directe assurée par les destroyers Vivaldi, Da Recco, Usodimare, Bersagliere, Fuciliere, Freccia  et par les torpilleurs Procione, Orsa, Castore, Aretusa et Antares) des ports de Messine, Tarente et Brindisi, tous à destination de Tripoli. Après l'arrivée des transports à destination (le 5), le Scirocco et les autres unités du groupe rentrent au port à 4h20 du 6 février.
Le 22 janvier, il fait partie de l'escorte indirecte de l'opération "T.18" (convoi formé par le transport de troupes Victoria - parti de Taranto - et par les cargos Ravello, Monviso, Monginevro et Vettor Pisani - partis de Messine -, avec l'escorte des destroyers Vivaldi, Malocello, Da Noli, Aviere, Geniere et Camicia Nera et des torpilleurs Orsa et Castore). Le convoi arrive à Tripoli le 24, subissant toutefois la perte du Victoria, coulé par deux torpillages.
Le 21 février, lors de l'opération "K.7", il fait partie - avec les destroyers Pigafetta, Pessagno, Usodimare, Maestrale et le torpilleur Circe - de l'escorte d'un convoi (le pétrolier Giulio Giordani et les cargos Lerici et Monviso) parti de Corfou à 13h30 et arrivé à Tripoli.
En mars, il escorte également les navires à moteur Nino Bixio et Reginaldo Giuliani.
Le 16 mars, il participe à l'opération "Sirio" en fournissant une escorte indirecte, avec son navire-jumeau Grecale et le croiseur léger Duca d'Aosta, à deux convois formés par les transports Reichenfels, Vettor Pisani et Assunta De Gregori (avec à bord 36 chars, 278 véhicules, 13 124 tonnes de fournitures et 103 hommes) escortés par 5 destroyers et deux torpilleurs. Tous les navires atteignent la Libye sains et saufs.
Le 22 mars, au petit matin, le Scirocco appareille de Tarente, sous le commandement du capitaine de frégate (capitano di fregata) Francesco Dell'Anno, pour rejoindre les forces navales italiennes engagées dans la deuxième bataille de Syrte, mais il ne prend pas part à l'action à temps,,. Dans les dernières heures de l'après-midi du 22, il commence sa navigation de retour par mauvais temps, en compagnie du destroyer Geniere. A 20h45, cependant, le moteur bâbord tombe en panne, ce qui oblige le navire à réduire sa vitesse à 14 noeuds (26 km/h), puis à revenir à 20 noeuds (37 km/h) à 23h00. À 0h07 le 23, alors que la mer devient de plus en plus houleuse, le Scirocco, qui n'est pas encore en mesure de rattraper le reste de la flotte italienne, doit avancer à seulement 7 nœuds (13 km/h) en raison d'autres pannes. À 5h39 du matin, les moteurs lâchent finalement, laissant le Scirocco immobilisé et à la merci des vagues, finissant de côté par rapport à celles-ci,. Malgré les efforts de l'équipage et l'intervention du Geniere, le navire coule vers 5h45 du matin à la position géographique de 35° 50′ N, 17° 35′ E (environ 150 milles nautiques (280 km) à l'est de Malte),. À 7 heures, le Geniere signale qu'il voit le Scirocco en difficulté, mais il s'agit d'une illusion d'optique, le navire étant déjà coulé depuis plus d'une heure.
Le 26 mars, un hydravion engagé dans des opérations de sauvetage repère un canot pneumatique, s'ammerit près de celui-ci et sauve deux survivants, le sergent Michele Perugini, timonier, et le marin Domenico Frisenda, à environ 80 milles nautiques (150 km) du point de naufrage: ils sont les seuls survivants d'un équipage de 236 hommes,,.
À la mémoire du commandant Dell'Anno, précédemment distingué au commandement du destroyer Alvise da Mosto, est décernée la médaille d'or de la valeur militaire.
Le Scirocco avait effectué un total de 96 missions de guerre (13 avec les forces navales, 4 de pose de mines, un de lutte anti-sous-marine, 2 de transport, 14 d'escorte de convoi, 16 d'entraînement et 46 de transfert ou autre), couvrant 33 906 milles nautiques (62 794 km) et passant 109 jours en missionref name="Ct classe Venti"/>.

### Commandement
Commandants
- Capitaine de frégate (capitano di fregata) Francesco Gatteschi (né à San Miniato le 3 juillet 1901) (10 juin 1940 - février 1941)
- Capitaine de frégate (capitano di fregata) Domenico Emiliani (né à Montefalco le 13 juin 1900) (février 1941 - janvier 1942)
- Capitaine de frégate (capitano di fregata) Francesco Dell'Anno (né à Tarente le 16 octobre 1902) (+) (janvier - 23 mars 1942)